# Вја Латина IV Км (Рим)
Вја Латина IV Км је насеље у Италији у округу Рим, региону Лацио.
Према процени из 2011. у насељу је живело 755 становника. Насеље се налази на надморској висини од 233 м.